# 獸電戰隊強龍者BRAVE
《獸電戰隊強龍者BRAVE/金剛戰士：恐龍力量BRAVE》（日语：獣電戦隊キョウリュウジャーブレイブ，韓語：，英語：-{Zyuden Sentai Kyoryuger
Brave/POWER RANGER DINO FORCE BRAVE}-），為日本東映公司和韓國大元媒體
在2013年推出的《超級戰隊系列》第37部作品《獸電戰隊強龍者》的韓國本土限定續作，韓國本土於2017年4月1日起在ANIBOX電視台播出，日本地區則在2017年4月14日起分別在東映特撮Fans Club和萬代公式YouTube頻道作網絡連載。

## 故事概要
在「桐生大吾 / 強龍紅」所率領的「現代強龍者」將所有「亡領軍」全部消滅之後，和平再度回歸地球——
但是有一天，一群自稱為「NEO亡領軍」的不速之客接近地球，除了企圖對在一億年前放逐他們的「獸電龍」進行復仇外，更欲找出「龍王之力（竜の王の力）」來征服地球。
不過，感覺到這次危機的賢神多林及時復活，並聯同改邪歸正的嘉黎拉和拉丘洛兩人，一同找出新的「強悍的龍之人」對抗新的敵人！
他們就是，「獸電戰隊強龍者BRAVE」！

## 特色
- 拍攝本作的原因是當時韓國以《金剛戰士：恐龍力量》之名引進《獸電戰隊強龍者》時，人氣高漲之餘產品銷量亦相當龐大。因此引起負責當地代理的大元媒體注意從而和日本東映公司商討製作本作。
- 雖然出演演員換成了韓國人，但是外景仍然在日本本土拍攝。因此仍然可以看到數個熟悉的場景。而且出演演員大部份都來自各個在日本活躍一段時間的組合。
- 在巨大戰拍攝方面，首次採用了坂本浩一一向慣用的CG城市混合實體戲服的手段製作。亦有純CG的巨大戰。

## 登場人物

### 獸電戰隊強龍者BRAVE
| 金世容(MYNAME)（韓語：김세용） | 1991年11月20日 | 權周永（クォン・ジュヨン / 권주용） | BRAVE強龍紅   | BRAVE紅恐龍   | 暴龍   | 鈴木大樹 | 本城雄太郎 |  |  |
| 在年幼時為了追求強大而前往深山裡修行，被稱為「龍之子」的青年。多林則稱他為「桐生大吾的再臨」。現在的目標是找到失散多時的哥哥。 個性明朗，而且強大，並且視同伴為家人一樣，是個遇上的困難越是麻煩就越有笑容的可靠隊長。有著「無論聳立著什麼樣的高牆，只要有Brave就必定能打破(どんな壁が立ちはだかろうも、ブレイブさえあれば必ずぶち破れるんだ)」的信條。 最初在修行途中和獸電龍暴槍龍相遇，並在一同回到城市時遇到了Neo亡領軍的攻擊，並發揮出驚人實力擊退草履魔，因而被多林給予新型號的龍咬左輪和獸電池成為BRAVE強龍紅。 在和柱赫 / BRAVE強龍金交手期間隱約孩提時代曾和他相處一段時間。後來看到其脖子左側上龍頭形胎記才察覺到他就是自己那個失散多時的哥哥。 在King.9時身上的「龍王之力（竜の王の力）」隨著柱赫的「龍王之力」消失而覺醒，腹部左側亦出現了一個龍頭形狀的胎記。但發動時會消耗大量體力。 King.11時為拯救被Raimein和Deizarus用計擊倒的柱赫時被偷襲，並被擄獲到Neo亡領軍的母艦。最後在King.12在柱赫拼命下救出，並一同打倒了Deizarus。 決定性的台詞是「Brave全力的釋放吧！（ブレイブ全開でぶっ放すぜ！ / 브레이브 활짝 열고 날려버리자!）」 - 根據官方人員的解釋，“주용”的正式漢字為“朱龍”，由使人聯想紅色的單字「朱」和「龍之子」稱號對應的「龍」組成。 |                |                                     |               |               |        |          |            |  |  |
| |                |                                     |               |               |        |          |            |  |  |
| 演員 | 生日           | 角色                                | 代號（日）    | 代號（韓）    | 代表龍 | 替身     | 日語配音   |  |  |
| 洪聖浩(Apeace)（韓語：홍성호） | 1991年1月15日  | 鐘弦重（チョン・ヒョン / 전현준）   | BRAVE強龍黑   | BRAVE黑恐龍   | 劍龍   | 原隆太   | 金城大和   |  |  |
| 本職是警察官，擁有怪力的青年。 是個嚴守規則的運動型男生，雖然有死板的地方，不過內心仍是善良的。 最初在巡邏途中因為看到世昌的支持者聚集時上前驅散，因而和對方爭論；然而在看到其支持者卷入Neo亡領軍的攻擊中，因職責上前迎擊但不敵，幸得到周永解圍，後得到新型號的龍咬左輪和獸電池成為BRAVE強龍黑。 在普潤加入後和他共同行動的場合較多，大部份時間都在進行體力相關訓練。 - 根據官方人員的解釋，“현준”的正式漢字為“玄俊”，名字中有使人聯想黑色的單字「玄」字。 |                |                                     |               |               |        |          |            |  |  |
| |                |                                     |               |               |        |          |            |  |  |
| 演員 | 生日           | 角色                                | 代號（日）    | 代號（韓）    | 代表龍 | 替身     | 日語配音   |  |  |
| 吳世賢(Apeace)（韓語：오세현） | 1994年3月8日   | 金世昌（キム・セチャン / 김세창）   | BRAVE強龍藍   | BRAVE藍恐龍   | 三角龍 | 下川真矢 | 坂井易直   |  |  |
| 偶像組合「Super Boy」的成員。有著不少的支持者。 舉止略為做作而且很高美感，本身身手亦不差，是個以速度戰為主軸的帥哥。 最初在支持者包圍時遭到巡邏途中的弦重上前驅散，因而和對方爭論；然而因為看到自己的支持者卷入Neo亡領軍的攻擊中而上前迎擊但不敵，幸得到周永解圍，後得到新型號的龍咬左輪和獸電池成為BRAVE強龍藍。 在都熙加入後和她共同行動的場合較多，大部份時間都在進行以技巧為主的訓練，而且意外的嚴格。並稱呼對方為「公主」。 - 根據官方人員的解釋，“세창”的正式漢字為“世蒼”，名字中有使人聯想藍色的單字「蒼」字。 |                |                                     |               |               |        |          |            |  |  |
| |                |                                     |               |               |        |          |            |  |  |
| 演員 | 生日           | 角色                                | 代號（日）    | 代號（韓）    | 代表龍 | 替身     | 日語配音   |  |  |
| 李仁俊(大國男兒)（韓語：이인준） | 1992年3月9日   | 李普潤（イ・プルン / 이푸른）       | BRAVE強龍綠   | BRAVE綠恐龍   | 副櫛龍 | 大隈厚志 | 小林大紀   |  |  |
| 出身自大戶人家的富二代，被寵壞的現代型小孩。偶爾會出現不懂世故的發言和舉止。 但是，只要集中精神的話，就會發揮出不錯的射擊技巧。在King.5中亦發揮此能力控制BRAVE強龍神西部型成功擊中翼伏龍。 最初在看到拉丘洛手中的棒棒糖而從專車上衝出來企圖用高價買下，在糾纏其間和周永三人認識並受到Neo亡領軍攻擊，及後在避難期間為幫助嘉黎拉和拉丘洛離開而和都熙一同擋下Arash 的腳步，並一度壓制對方，最後在周永手中得到新型號的龍咬左輪和獸電池成為BRAVE強龍綠。 加入後受不了弦重的訓練而時常找拉丘洛代他求情。 - 根據官方人員的解釋，會選用“푸른”除了是因為有“綠色的”意思外，亦代表了年輕、新的含意在，給人一股老么的感覺。 |                |                                     |               |               |        |          |            |  |  |
| |                |                                     |               |               |        |          |            |  |  |
| 演員 | 生日           | 角色                                | 代號（日）    | 代號（韓）    | 代表龍 | 替身     | 日語配音   |  |  |
| 李侑真（韓語：이유진） | 2000年9月4日   | 尹都熙（ユン・ドヒ / 윤도희）       | BRAVE強龍粉紅 | BRAVE粉紅恐龍 | 迅猛龍 | 山口仁美 | 沖佳苗     |  |  |
| 以成為護士為目標的女生，個性上有點兒俏皮。但亦有不容許錯誤的直率的一面。 肢體上較為靈活並擅長多變的速度戰，本身亦一定程度的醫護技術。 最初在購物期間和嘉黎拉相撞掉進水中而糾纏對方起來，其間和周永三人認識並受到Neo亡領軍攻擊，及後在避難期間替受傷的嘉黎拉包紮過後為幫助她和拉丘洛離開而和普潤一同擋下Arash 的腳步，並一度壓制對方，最後在周永手中得到新型號的龍咬左輪和獸電池成為BRAVE強龍粉。 加入後在和世昌訓練期間被對方玩弄得團團轉，不過偶然會一口氣爆發驚人勢力壓倒對方。 - 根據官方人員的解釋，“도희”的正式漢字為“桃希”，名字中有使人聯想粉紅色的單字「桃」字。 - 本作亦是李侑真作為演員的出道作，本人亦有一定的合氣道底子。 |                |                                     |               |               |        |          |            |  |  |
| |                |                                     |               |               |        |          |            |  |  |
| 演員 | 生日           | 角色                                | 代號（日）    | 代號（韓）    | 代表龍 | 替身     | 日語配音   |  |  |
| 李世英(CROSS GENE)（韓語：이세영） | 1990年2月8日   | 柱赫（ジュヒョク / 권주혁）         | BRAVE強龍金   | BRAVE金恐龍   | 翼龍   | 岩上弘數 | 山本匠馬   |  |  |
| 孤身一人的宇宙傭兵，有著「恐龍Hunter」的別稱。脖子左側有一個龍頭形狀的胎記，King.2末段初登場。 真正身份是周永失散多時的哥哥（本人一度否認），但失散後到成為宇宙傭兵之間的經歷不明。 實力強橫，能以一己之力同時對付強龍者BRAVE五人。 個性冷酷並高傲，而且也是拜金至上主義者。甚至會對針對契約內容摳字眼以再獲得更新的報酬。 最初為證明自己單身一人殺進NEO亡領軍的母艦，並和Raimein打得平分秋色。及後和Deizarus達成契約對付強龍者BRAVE（但不包括了結對方，King.5時再追加契約金），後被對方單方面毀約後則繼續逗留在地球上。期間亦盡量遠離周永五人。 在King.6時顯示身體著寄宿「龍王之力（竜の王の力）」，脖子上的胎記則是證明，但在King.9時「龍王之力」突然消失，同時想犧牲自己以隱瞞Deizarus周永身上擁有「龍王之力」。 King.11時被Raimein和Deizarus用計擊倒，並令周永被擄獲到NEO亡領軍的母艦，因此決定獨自前去拯救周永。最後在King.12在拼命下救出了周永，並一同打倒了Deizarus。 - 根據官方人員的解釋，“주혁”的正式漢字為“黈赫”，「黈」字除了有使人聯想金色的黃色外，亦想與周永的名字發音作配合才用上。 - 柱赫的人設參考了1992年恐龍戰隊獸連者的龍皇連者布萊以及2003年爆龍戰隊暴連者的暴殺手仲代壬琴。                                                             |                |                                     |               |               |        |          |            |  |  |

### 支援角色
多林 / トリン / 토린（韓語配音：송준석 / 日語配音：森川智之）
原賢神，在2014年的大地黑洞一戰結束後，靈魂和拉米雷斯及鐵碎兩位靈魂戰士一同昇天。
在Neo亡領軍準備入侵時感覺到其存在，並在千兆巨腕龍被封印到地底前及時復活並將元神基地聯同改嘉黎拉和拉丘洛兩人一同轉移異空間中。
因為在周永身上看到過去大吾的身影而決定將新型號的龍咬左輪和獸電池交給對方。
最初因為復活而消耗了大量力量而無法戰鬥，後在千兆巨腕龍回歸後則負責操縱其戰鬥。
最後在Neo亡領軍被完全消滅後再度靈魂昇天。
嘉黎拉 / キャンデリラ / 캔들리라（韓語配音：김도영 / 日語配音：戶松遙）
原亡領軍喜之戰騎，在亡領軍被強龍者消滅後，成為賢神。
在Neo亡領軍正式入侵後跟蹤多林行動，並負責找出新的「強悍的龍之人」。
拉丘洛 / ラッキューロ / 라큐로（韓語配音：채민지 / 日語配音：折笠愛）
原亡領軍樂之密探，嘉黎拉的手下，在亡領軍被強龍者消滅後，成為見習賢神。
在Neo亡領軍正式入侵後跟蹤多林行動，並負責找出新的「強悍的龍之人」。
風切大和 / 조하늘（中尾暢樹飾）
在King.12時被周永和柱赫兩人召喚出來，《動物戰隊獸王者（韓方名稱：金剛戰士：動物力量）》中的獸王鷹。
在周永手上接過了守護地球的責任後目送了兩人離開。
獸王鯊 / 鲨鱼戰士（韓語配音：장미 / 日語配音：柳美稀）、獸王獅 / 獅子戰士（韓語配音：권창욱 / 日語配音：南羽翔平）、獸王象 / 大象戰士（韓語配音：정주원 / 日語配音：渡邉劍）、獸王虎 / 老虎戰士（韓語配音：서유리 / 日語配音：立石晴香）
在King.12時被周永和柱赫兩人召喚出來，《動物戰隊獸王者（韓方名稱：金剛戰士：動物力量）》的其他成員。

## Neo亡領軍（ネオデーボス軍 / 네오 데보스 군）
Deizarus / デイザルス / 데이자루스（韓語配音：민응식 / 日語配音：堀内賢雄）
Neo亡領軍總裁，野心和自我顯示慾的聚合體，以自身的實力、蠻橫和殘酷來控制旗下的幹部：六大魔王。
在一億年前被獸電龍放逐出地球外，後為了找出「龍王之力（竜の王の力）」而再度入侵地球。
在King.11、12時在Raimein協助下擄獲了周永，在吸收了其「龍王之力」被柱赫打斷，並在Neo亡領軍母艦上被兄弟兩人打倒，最後巨大化與母艦合體成巨型機器人追逐兩人到地球，並被在完全開放的「龍王之力」加持的BRAVE雷電強龍神一擊消滅。
Raimein / ライメイン / 라이메인（韓語配音：이현 / 日語配音：林大地）
Neo亡領軍幹部六大魔王之一的雷之魔王。
是個為了獲得成功，不惜用盡任何卑鄙手段的勝利至上主義者。在King.11時用計使柱赫被Deizarus擊倒。
在King.12時在Neo亡領軍母艦上阻撓前往拯救周永的柱赫的去路，最後經一番纏鬥後配劍被柱赫奪下，並同時被兩發雷電殘光擊中而死亡。
戲服由前作怒之戰騎多柯多的戲服改造而成。
Homuras / ホムラス / 호무라스（韓語配音：이장원 / 日語配音：稲田徹）
Neo亡領軍幹部六大魔王之一的炎之魔王。
有著嗜虐的性格，對比其他事物更喜歡看著受苦的人乞求幫助的樣子。
在King.11時為拖延周永五人而巨大化在街上大肆破壞，最後與BRAVE巨型強龍神戰鬥不敵而死亡。
戲服由前作怨之戰騎恩多夫的戲服改造而成。
Wahab / ウェイハブ / 웨이하브（韓語配音：김태훈 / 日語配音：あべ そういち）
Neo亡領軍幹部六大魔王之一的水之魔王。
對Deizarus最忠誠的一人，能冷酷的完成被交付的任務。
在King.9和柱赫戰鬥一度打倒對方，並在知道周永身體亦寄宿著「龍王之力」企圖撤退回到基地通知Deizarus，最後被為了滅口的柱赫以雷電殘光擊中背後而死亡。
戲服由前作哀之戰騎獃賈隆的戲服改造而成。
Tsuraira / ツライラ / 츠라이라（韓語配音：황창영 / 日語配音：渡邊和貴）
Neo亡領軍幹部六大魔王之一的冰之魔王。
隨著風向見步行步的散漫個性，要否作惡也是先看看自己的心情如何。
在King.7追捕柱赫期間與世昌交手並打倒對方，卻因為周永等人趕到而被壓制，最後巨大化與BRAVE雷電強龍神戰鬥不敵而死亡。
戲服由前作新哀之戰騎哀思隆德的戲服改造而成。
Arash / アラッシュ / 아라슈（韓語配音：이기성 / 日語配音：藤卷大悟）
Neo亡領軍幹部六大魔王之一的風之魔王。
喜歡殘忍的行為，更恐怖的是在他並不明白這些行動的含意。
在King.10和Homuras以及Raimein一同埋伏柱赫，後因過於戀戰沒有跟隨兩人撤退，被普潤和都熙打倒而巨大化，最後與BRAVE巨型強龍神戰鬥不敵而死亡。
戲服由前作新喜之戰騎奇波雷洛的戲服改造而成。
Jinarik / ジナリック / 지나리크（韓語配音：김민주 / 日語配音：西谷修一）
Neo亡領軍幹部六大魔王之一的土之魔王。
沉默寡言，除了有把獸電龍封印到地底和操縱獸電龍的魔力外，還有身體被粉碎亦能立即回復的不死能力。
在King.8結尾控制了千兆巨腕龍，並在King.9和弦重四人交手不敵而巨大化，最後與BRAVE巨腕龍王戰鬥不敵而死亡。
戲服由‘歸來的獸電戰隊強龍者 100 Years After’中出現的後悔之戰騎亞斯雷邦的戲服改造而成。

### 巨大戰力
- 博進魔（ボージン魔 / 사신마）

裝置在Neo亡領軍母艦艦首的四台巨型戰鬥機器人、每台頭部和武器都各有不同。
- Hyaku博進魔(ヒャクボージン魔)：KING 1出現的個體頭部造型為白色鬼面，並沒有武器。
- Sei博進魔(セイボージン魔)：KING 2出現的個體頭部造型為紫色，如龍頭般的巨大頭部（口中有紅色的顯示器），左臂修改成機關炮。
- Suza博進魔(スザボージン魔)：KING 3出現的個體頭部造型為橙色，如頭戴冠冕的鳥面，右臂修改成刺刀。
- Plain博進魔(プレーンボージン魔)：KING 6出現的個體頭部造型為綠色，如頭戴甲狀的眼罩面，左臂和右臂分別修改成機關炮和刺刀。

### 下級兵卒
- 草履魔（ゾーリ魔 / 조리마）
- 巨大草履魔（巨大ゾーリ魔 / 거대 조리마）

跟原亡領軍的相同。

## 強龍者BRAVE武裝及戰鬥招式

### 初期成員共通裝備
強咬龍咬左輪（ガブガブリボルバー / 가브가브리볼버）
由5人全員使用，和上作龍咬左輪擁有相同能力的槍型變身器，配色除槍上的轉輪外都改成紅白藍三色混搭。
未起動時同樣是同化石般的土灰色，但只要持有者令獸電龍現身的話，龍咬左輪機能即全面解放，並恢復到原來的色彩。
在喊出「Brave In !」啟動獸電池後，將獸電池安插於前部下方的插槽，強咬龍咬左輪就會發出「GabuGaburincho！XX！」（XX為1~5號獸電池的名字）的音效，搭配著眾人喊聲「強龍變身/恐龍變身!」後，撥動槍上的轉輪並配合著森巴的音樂，跳了一小段舞步後，再同聲喊出「Fire !」並扣下扳機發射恐龍元神。當恐龍元神再纏繞在持有者身上後並變成強龍者BRAVE的服裝後，著裝便宣告完成。
專用必殺技是五人一同打出超強力光彈的「獸電Brave Finish/恐龍Brave Finish」。
強咬龍咬斬刃（ガブガブリカリバー / 가브가브칼리버）
由5人全員使用，和上作龍咬斬刃擁有相同能力的刀劍型武器，配色改成紅白藍三色混搭。
專用必殺技是打出超強力斬擊波的「獸電Brave Slash/恐龍Brave Slash」。
獸電腰帶（獣電モバックル / 다이노버클）
和上作相同的腰帶扣，劇中曾展示通信功能（King.5）。
另有嘉黎拉和拉丘洛專用的型號，外殼為白色。

### BRAVE強龍金專用裝備
強咬龍咬變身器（ガブガブリチェンジャー/ 가브가브체인저）
BRAVE強龍金的變身器兼武器，和上作龍咬變身器擁有相同能力的裝備，配色改成以金屬藍配以白色閃電紋路，黑色的部份則改成金色。
在喊出「Brave In !」啟動6號獸電池後，打開變身器嘴部後裝入獸電池再把嘴部閉起來，強咬龍咬變身器會發出「Gaburincho！PTERAVOLTON / PTERAVOLT！」的音效，並在柱赫喊出「強龍變身/恐龍變身!」和拉住拉環後，強咬龍咬變身器的翼刃會展開，並配合三味線音樂跳了一小段舞後，再喊出「Fire！」後放開拉環發射恐龍元神。當恐龍元神再纏繞在柱赫身上後並變成BRAVE強龍金的服裝後，著裝便宣告完成。
斬擊雷電劍（ザンダーサンダー/ 잔다썬더）
強龍金的武器，能力和配色都跟的上作斬擊雷電劍完全相同。
裝入三枚獸電池時就能打出夾帶雷電的超強力斬擊「Brave Finish．雷電殘光」。
獸電腰帶（獣電モバックル / 다이노버클）
和上作相同的腰帶扣，劇中曾展示通信功能。

### 獸電池
和上作的不同，本作的獸電池外殼都改成白色，而且編號所代表的恐龍亦有不同。
| 編號 | 名稱                                                               | 藍本   | 功能                                                                       | 數量 |
| ---- | ------------------------------------------------------------------ | ------ | -------------------------------------------------------------------------- | ---- |
| 01   | 暴槍龍 / 暴炮龍 GUNTYRA / CANNONTYRA ガンティラ / 캐논티라         | 暴龍   | 變身為BRAVE強龍紅 發動必殺技 讓獸電龍暴槍龍 / 暴炮龍進入戰鬥模式           | 3    |
| 02   | 劍鋸龍 / 劍頂龍 STEGOSAW / STEGOTOP ステゴンソー / 스테고톱        | 劍龍   | 變身為BRAVE強龍黑 發動必殺技 讓獸電龍劍鋸龍 / 劍頂龍進入戰鬥模式           | 3    |
| 03   | 鏟角龍 / 叉角龍 SHOVECERA / FORKCERA ショベケラ / 포크케라         | 三角龍 | 變身為BRAVE強龍藍 發動必殺技 讓獸電龍鏟角龍 / 叉角龍進入戰鬥模式           | 3    |
| 04   | 副鐳龍 PARASASER パラサーザー / 파라사이저                         | 副櫛龍 | 變身為BRAVE強龍綠 發動必殺技 讓獸電龍副鐳龍進入戰鬥模式                    | 3    |
| 05   | 迅斧龍 RAPX / RAPTORAX ラプックス / 랩터액스                       | 迅猛龍 | 變身為BRAVE強龍粉 發動必殺技 讓獸電龍迅斧龍進入戰鬥模式                    | 3    |
| 06   | 翼伏龍 PTERAVOLTON / PTERAVOLT プテラボルトン / 프테라볼트         | 翼龍   | 變身為BRAVE強龍金 發動必殺技 讓獸電龍翼伏龍進入戰鬥模式                    | 5    |
| 10   | 千兆巨腕龍 GIGABRAGIGAS ギガブラギガス / 기가브라기가스            | 腕龍   | 讓獸電龍千兆巨腕龍進入戰鬥模式                                             | 1    |
| 24   | 超速龍 SPEERUS スピードルス/ 스피루스                              | 超龍   | 加快身體移動速度                                                           | 1    |
| 25   | 隱龍 PLISUKEOS プリスケオス/ 프리스케오스                          | 上龍   | 身體透明化                                                                 | 1    |
| 26   | 躍翼龍 BUUNYCTO ワーニクト/ 부우닉토                               | 夜翼龍 | 令身體浮空                                                                 | 1    |
| 27   | 鋼王龍 DOLLEX カチコックス / 돌렉스                                | 龍王龍 | 令身體硬化                                                                 | 1    |
| 28   | 辛激龍 KOTSUTATOR カラティーカ / 고추타토르                        | 激龍   | 令對手感到強烈的辛辣感                                                     | 1    |
| 29   | 蹴齒龍 TAEKWONDONTOS テコドント / 태권돈토스                       | 槽齒龍 | 如跆拳道般打出連續踢擊                                                     | 1    |
| 01   | 獸王鷹 / 老鹰連者 Eagle ジュウオウイーグル / 이글레인저            | 獸王鷹 | 召喚出《動物戰隊獸王者(韓方名稱：動力連者:動物力量)》中的獸王鷹 (老鹰連者) | 1    |
| 02   | 獸王鯊 / 鲨鱼連者 Shark ジュウオウシャーク / 샤크레인저            | 獸王鯊 | 召喚出《動物戰隊獸王者(韓方名稱：動力連者:動物力量)》中的獸王鯊 (鲨鱼連者) | 1    |
| 03   | 獸王獅 / 獅子連者 Lion ジュウオウライオン / 라이온레인저           | 獸王獅 | 召喚出《動物戰隊獸王者(韓方名稱：動力連者:動物力量)》中的獸王獅 (獅子連者) | 1    |
| 04   | 獸王象 / 大象連者 Elephant ジュウオウエレファント / 엘리펀트레인저 | 獸王象 | 召喚出《動物戰隊獸王者(韓方名稱：動力連者:動物力量)》中的獸王象 (大象連者) | 1    |
| 05   | 獸王虎 / 老虎連者 Tiger ジュウオウタイガー / 타이거레인저          | 獸王虎 | 召喚出《動物戰隊獸王者(韓方名稱：動力連者:動物力量)》中的獸王虎 (老虎連者) | 1    |

## 強龍者BRAVE巨大戰力

### 獸電龍
- 暴槍龍（ガンティラ，GUNTYRA）

獸電池編號 No.1，由「暴龍」進化而來，BRAVE強龍紅權周永的搭檔獸電龍，平常是以縮小版搭載在周永的肩上。
為前作暴咬龍的原創重製版。身體配色改成以紅白兩色為主，頭部則戴上配置了機關炮的紅色頭盔，亦是其主要攻擊手段。
韓國一方的名稱是暴炮龍（캐논티라，CANNONTYRA）。
- 劍鋸龍（ステゴンソー，STEGOSAW）

獸電池編號 No.2，由「劍龍」進化而來，BRAVE強龍黑鐘弦重的搭檔獸電龍。
為前作劍針龍的原創重製版。身體配色改成以黑白兩色為主，頭部則配置了電鋸，亦是其主要攻擊手段。
韓國一方的名稱是劍頂龍（스테고톱，STEGOTOP）。
- 鏟角龍（ショベケラ，SHOVECERA）

獸電池編號 No.3，由「三角龍」進化而來，BRAVE強龍藍金世昌的搭檔獸電龍。
為前作鑽角龍的原創重製版。身體配色改成以藍白兩色為主，頭部則配置了鏟子，亦是繼尾巴的電鑽外另一攻擊手段。
韓國一方的名稱是叉角龍（포크케라，FORKCERA）。
- 副鐳龍（パラサーザー，PARASASER）

獸電池編號 No.4，由「副櫛龍」進化而來，BRAVE強龍綠李普潤的搭檔獸電龍。
為前作副槍龍的原創重製版。身體配色改成以綠白兩色為主，頭部大幅改造成咬住長炮管、脖子長長的頭部，其長炮管亦是繼尾巴的炮管外另一攻擊手段。
韓國一方的名稱是副鐳龍（파라사이저，PARASASER）。
- 迅斧龍（ラプックス，RAPX）

獸電池編號 No.5，由「迅猛龍」進化而來，BRAVE強龍粉尹都熙的搭檔獸電龍。
為前作迅爪龍的原創重製版。身體配色改成以粉白兩色為主，尾部上則配置了雙刃斧，亦是其主要攻擊手段。
韓國一方的名稱是迅斧龍（랩터액스，RAPTORAX）。
- 翼伏龍（プテラボルトン，PTERAVOLTON）

獸電池編號 No.6，由「翼龍」進化而來，BRAVE強龍金柱赫的搭檔獸電龍。
為前作翼轟龍的異色版。翅膀前端和頭部部份地方配色改成金屬藍，而且還有在大氣層外飛行的能力。
韓國一方的名稱是翼伏龍（프테라볼트，PTERAVOLT）。
- 千兆巨腕龍（ギガブラギガス，GIGABRAGIGAS）

獸電池編號 No.10，由「腕龍」進化而來的獸電龍。故事開始時被Jinarik封印到地底，而在King.8~9時一度Jinarik控制。
為上作巨腕龍的異色版。身體配色改成以紫白兩色為主，身上的守護者圖騰則變成銀色。主要攻擊手段改成在咆哮的同時發出強烈的衝擊波。
韓國一方的名稱是千兆巨腕龍（기가브라기가스，GIGABRAGIGAS）。

### 獸電巨人
- BRAVE強龍神（ブレイブキョウリュウジン / 브레이브 티라노킹）

於King.1登場。在發動「咬擊合體（カミツキ合体 / 공룡합체）」後由獸電龍暴槍龍、劍鋸龍以及鏟角龍合體而成的獸電巨人，武器為右肩暴槍龍的機關炮、左手的鏟角龍尾部的鑽頭以及BRAVE強龍神頭盔上的機關炮。
必殺技為將所有強龍者的能量集中到由劍鋸龍背部變化而成的武器「獸電劍（獣電剣 / 다이노검）」上後，衝向敵人的同時將其腰斬的「獸電劍 BRAVE FINISH（獣電剣ブレイブフィニッシュ / 다이노검 브레이브 피니）」。
- BRAVE強龍神西部型（ブレイブキョウリュウジンウエスタン / 브레이브 티라노킹 웨스턴）

於King.2登場。在發動「咬擊合體（カミツキ合体 / 공룡합체）」後由獸電龍暴槍龍、副鐳龍以及迅斧龍合體而成的獸電巨人，武器為右手的副鐳龍尾部的加農炮以及左手的迅斧龍尾部的雙刃斧。
必殺技為由右手的加農炮集束能量球，再藉由左手的雙刃斧將能量球擊出將敵人擊殺的「BRAVE強龍神西部型 BRAVE FINISH（ブレイブキョウリュウジンウエスタン・ブレイブフィニッシュ / 브레이브 티라노킹 웨스턴 브레이브 피니）」。
- BRAVE雷翼電王（ブレイブプテライデンオー / 브레이브 프테라킹）

於King.4登場。在發動「咬擊變形（カミナリ変形 / 라이덴변형）」後由翼伏龍單獨變形而成的獸電巨人，武器為裝在雙手的翼刃。
必殺技是能量集中在胸口的翼伏龍頭部嘴巴後，發出夾帶雷電的強力砲擊將敵人擊殺的「BRAVE雷翼電王 BRAVE FINISH（ブレイブプテライデンオー・ブレイブフィニッシュ / 브레이브 프테라킹 브레이브 피니）」。
- BRAVE雷電強龍神（ブレイブライデンキョウリュウジン / 브레이브 라이덴 티라노킹）

於King.6登場。在發動「雷電咬擊合體（ライデンカミツキ合体 / 라이덴 공룡합체）」後由翼伏龍和BRAVE強龍神合體而成的獸電巨人。
必殺技為將所有強龍者的能量集中到由劍鋸龍背部變化而成的武器「獸電劍（獣電剣 / 다이노검）」上後，從空中向敵人打出夾帶雷電的超強力斬擊的「獸電劍・閃電BRAVE FINISH（獣電剣・稲妻ブレイブフィニッシュ / 다이노검 번개 브레이브 피니）」。
在King.12時在六人的Brave和完全開放的「龍王之力」增強下變成了金色。
- BRAVE巨腕龍王（ブレイブギガントブラギオー / 브레이브 기간트 브라기오）

於King.9登場。在發動「超咬擊變形（超カミナリ変形 / 초공룡변형）」後由千兆巨腕龍單獨變形而成的獸電巨人，武器為由尾部及頸部組裝而成的雙刃斧槍。
必殺技是能量集中在斧槍上後，一撃將敵人垂直砍成兩截的「超獸電・巨型BRAVE FINISH（超獣電・ギガブレイブフィニッシュ / 초다이노 기가 브레이브 피니）」。
- BRAVE巨型強龍神（ブレイブギガントキョウリュウジン  / 브레이브 기간트 티라노킹）

於King.10登場。在發動「超咬擊合體（超カミナリ合体形 / 초공룡합체）」後由BRAVE強龍神、副鐳龍、迅斧龍和千兆巨腕龍合體而成的獸電巨人。武器為由千兆巨腕龍尾部及迅斧龍組裝而成的雙刃斧槍以及左肩上的副鐳龍。
必殺技是能量集中在胸口上的23隻獸電龍的頭像後，發出如龍吼般的強力砲擊將敵人吞噬的「超獸電・巨型Full Breaster（超獣電ギガントフルブレスター / 초다이노 기간트 풀 블래스터）」。

## 播放列表
以下時間以當地時間（韓國時間）為準
| 韓國播放日期 | 日本配信日期 | 話數 KING | 韓國原文標題中文標題                                          | 日文標題中文標題                                        | 登場敵人                                                          | 編劇     | 導演     |
| ------------ | ------------ | --------- | ------------------------------------------------------------- | ------------------------------------------------------- | ----------------------------------------------------------------- | -------- | -------- |
| 2017/04/01   | 2017/04/14   | 1         | 새로운 킹의 탄생!新的KING 誕生！                              | でたァーッ！竜の子キング來啦！龍之子KING                | - 炎之魔王Homuras - 土之魔王Jinarik - 博進魔                      | 下山健人 | 坂本浩一 |
| 2017/04/01   | 2017/04/14   | 2         | 모여라! 새로운 전사들이여! 集結！新的戰士！                   | 集まれ！新たな戦士たち 聚集吧！新的戰士們！             | - 風之魔王Arash - 博進魔                                          | 下山健人 | 坂本浩一 |
| 2017/04/08   | 2017/04/21   | 3         | 가브가브린초, 우리는 팀이다! Gabugaburincho，我們是一個團隊！ | ガブガブリンチョ！全員集合 Gabugaburincho！全員集合     | - 水之魔王Wahab - 冰之魔王Tsuraira - 博進魔 - 巨大草履魔*2        | 下山健人 | 坂本浩一 |
| 2017/04/08   | 2017/04/28   | 4         | 강적! 우주용병 威脅！宇宙傭兵                                 | 強すぎだぜ！宇宙傭兵 太強大了！宇宙傭兵                 | - 柱赫 / BRAVE強龍金 - 翼伏龍 / BRAVE雷翼電王                     | 下山健人 | 坂本浩一 |
| 2017/04/15   | 2017/05/05   | 5         | 반격! 어떤 벽이든 이겨내라!反擊！跨過任何牆壁吧！             | 大反撃！壁は超えてやる大反擊！超越牆壁吧                | - 柱赫 / BRAVE強龍金 - 翼伏龍 / BRAVE雷翼電王                     | 下山健人 | 坂本浩一 |
| 2017/4/23    | 2017/5/12    | 6         | 형! 울부짖는 주용의 영혼!哥哥！周永吶喊的靈魂！               | 兄さん！ジュヨンが叫ぶとき哥哥！周永吶喊之時            | - 柱赫 / BRAVE強龍金 - 炎之魔王Homuras - 雷之魔王Raimein - 博進魔 | 下山健人 | 坂本浩一 |
| 2017/4/29    | 2017/5/19    | 7         | 강림! 네오 데보스군의 총재!降臨！Neo亡領軍總裁！              | 降臨！我こそデイザルス降臨！我就是Deizarus              | - 總裁Deizarus - 冰之魔王Tsuraira                                 | 下山健人 | 坂本浩一 |
| 2017/05/06   | 2017/05/26   | 8         | 부활! 기가브라기가스!復活！千兆巨腕龍！                       | 大復活！ギガブラギガス大復活！千兆巨腕龍！              | - 土之魔王Jinarik - 雷之魔王Raimein                               | 下山健人 | 坂本浩一 |
| 2017/05/13   | 2017/06/02   | 9         | 보여주마! 최강 최대의 합체!見識一下吧！最強最大的合體！       | 見せてやる！最強最大の合体見識一下吧！最強最大的合體！  | - 土之魔王Jinarik - 水之魔王Wahab - 巨大草履魔群                  | 下山健人 | 坂本浩一 |
| 2017/05/20   | 2017/06/09   | 10        | 안녕! 브레이브 골드 다이노!永別了！BRAVE Gold Dino！          | さらば! ブレイブキョウリュウゴールド永別了！BRAVE強龍金 | - 炎之魔王Homuras - 雷之魔王Raimein - 風之魔王Arash               | 下山健人 | 坂本浩一 |
| 2017/05/27   | 2017/06/16   | 11        | 진정한 용왕은 누구인가!誰是真正的龍之王！                     | 本物は誰だ?!竜の王誰才是真的？！龍之王                  | - 炎之魔王Homuras - 雷之魔王Raimein - 總裁Deizarus                | 下山健人 | 坂本浩一 |
| 2017/06/03   | 2017/06/24   | 12        | 영원하라! 다이노포스 브레이브!永遠！Dino Force Brave！        | 永遠に! キョウリュウジャーブレイブ永遠！強龍者Brave     | - 雷之魔王Raimein - 總裁Deizarus                                  | 下山健人 | 坂本浩一 |

## 音樂

### 片頭曲
- 日本版
  - 「獣電戦隊キョウリュウジャーブレイブ」（獸電戰隊強龍者BRAVE）
    - 作詞：井上望 / 作曲：大西洋平 / 編曲：田畑丈治（Project.R） / 演唱：鎌田章吾

- 韓國版
  - 「다이노포스 브레이브」（DINO FORCE BRAVE）
    - 作詞：Yeo Hee（Project.R） / 作曲：大西洋平 / 編曲：田畑丈治（Project.R） / 演唱：Yeo Hee（Project.R）、權周永(CV:金世容(MYNAME)，King 1、6使用)、鐘弦重(CV:洪聖浩(Apeace)，King 3、7使用)、金世昌(CV:吳世賢(Apeace)，King 2、9使用)、李普潤(CV:李仁俊(大國男兒)，King 4、8[3]、10使用)、柱赫(CV:李世英(CROSS GENE)，King 5、11使用)

### 片尾曲
- 日本版
  - 「ダイノダンス！」（恐龍DANCE！）
    - 作詞：Yeo Hee（Project.R） / 翻譯：井上望／作曲：高取秀明 / 編曲：籠島裕昌 / 歌：Yeo Hee（Project.R）

- 韓國版
  - 「다이노 댄스!」（恐龍DANCE！）
    - 作詞：Yeo Hee（Project.R） / 翻譯：井上望／作曲：高取秀明 / 編曲：籠島裕昌 / 歌：Yeo Hee（Project.R）

## 外部連結
- 《獸電戰隊強龍者BRAVE》東映官方網站 （页面存档备份，存于）